# Wesselburen
Wesselburen är en stad i Kreis Dithmarschen i det tyska förbundslandet Schleswig-Holstein. Wesselburen omnämns för första gången omnämns i ett dokument från år 1281.
Staden ingår i kommunalförbundet Amt Büsum-Wesselburen tillsammans med ytterligare 17 kommuner.